# Pomahaka
Pomahaka – rzeka położona w południowym Otago na Wyspie Południowej Nowej Zelandii. Jest ona dopływem rzeki Clutha i płynie 80 km na południe od Old Man Range. Na jej trasie znajdują się Góry Błękitne oraz miasto Tapanui. 
Przez krótką część jej długości, rzeka stanowi granicę między Otago i regionem Southland.
W roku 1978 rzeka Pomahaka doprowadziła do powodzi w mieście Kelso. Szkody były na tyle poważne, że doprowadziły do zamknięcia linii kolejowej na tym terenie.